# Celles-sur-Belle
Celles-sur-Belle es una comuna nueva francesa situada en el departamento de Deux-Sèvres, de la región de Nueva Aquitania.

## Historia
En 1972 absorbe las comunas de Montigné y Verrines-sous-Celles.
Fue creada como comuna nueva el 1 de enero de 2019, en aplicación de una resolución del prefecto de Deux-Sèvres de 25 de octubre de 2018 con la unión de las comunas de Celles-sur-Belle y Saint-Médard, pasando a estar el ayuntamiento en la antigua comuna de Celles-sur-Belle.

## Demografía
Según los datos aportados en la resolución del prefecto de Deux-Sèvres, la comuna nueva se crea con 3918 habitantes.

## Composición
| Comuna delegada      | Código INSEE | Población (2016) | Superficie (km²) | Densidad (hab./km²) |
| -------------------- | ------------ | ---------------- | ---------------- | ------------------- |
| Celles-sur-Belle     | 79061        | 3907 (2017)      | 37.24            | 105                 |
| Montigné             | 16228        | 176              | -                | -                   |
| Saint-Médard         | 79282        | 108              | 4.13             | 26                  |
| Verrines-sous-Celles | 79344        | 1007 (2015)      | -                | -                   |

## Patrimonio

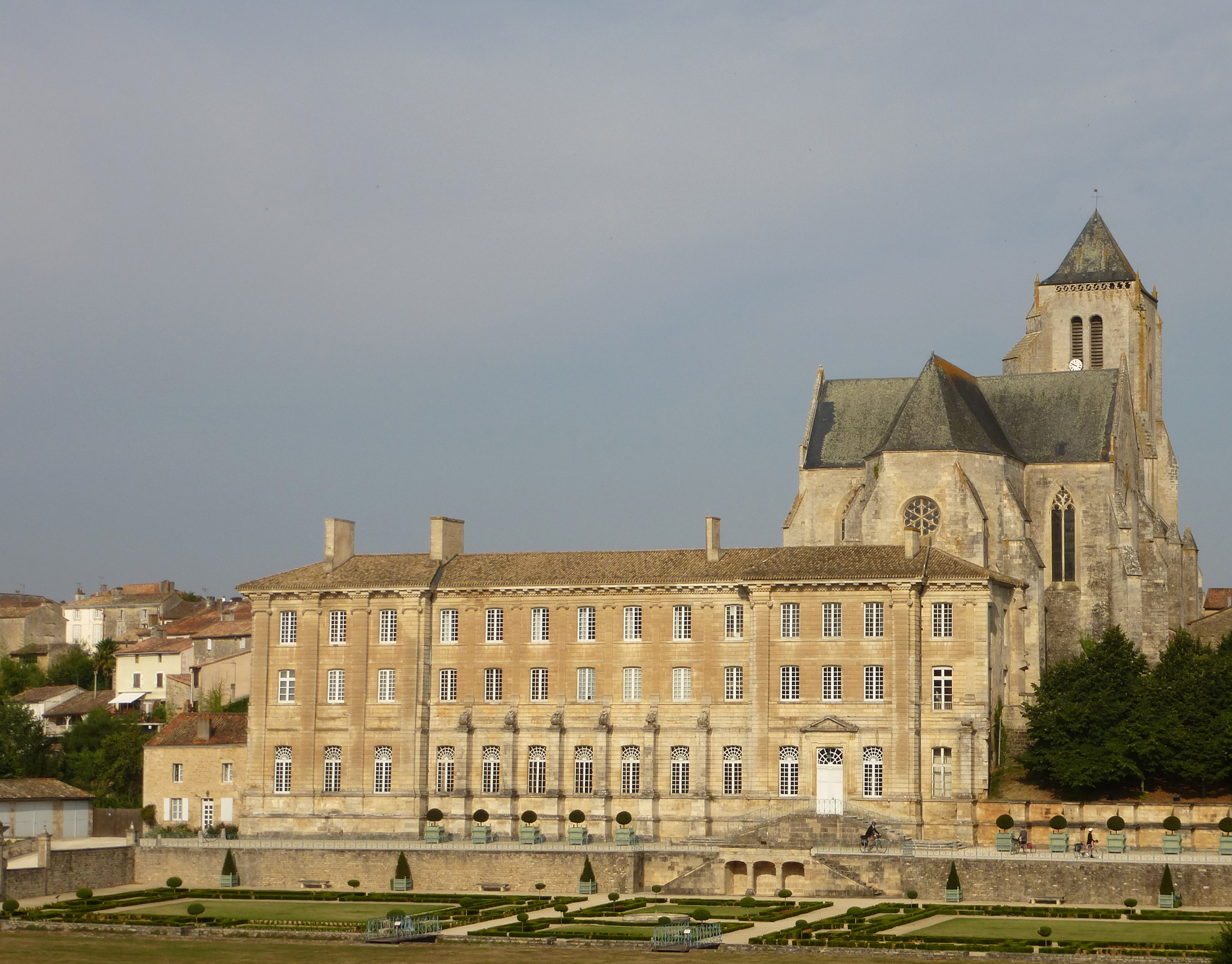
Abadía real

- Abadía real de Celles-sur-Belle del siglo XII, situada en el Camino de Santiago de Compostela.
- Iglesia del siglo XII de arquitectura románica, reconstruida en estilo gótico en 1699.
- En el ayuntamiento de Celles-sur-Belle se conserva una escultura de Eugène-Antoine Aizelin titulada Una alegoría femenina,[5] realizada en bronce por Barbedienne .